# Giro delle Fiandre 1977
Il Giro delle Fiandre 1977, sessantunesima edizione della corsa, fu disputato il 3 aprile 1977, per un percorso totale di 260 km. Fu vinto dal belga Roger De Vlaeminck, al traguardo con il tempo di 6h44'00", alla media di 38,614 km/h, davanti a Freddy Maertens e Walter Planckaert, ma sia il secondo che il terzo furono squalificati, e pertanto le piazze d'onore andarono rispettivamente a Walter Godefroot e Jan Raas; a causa di ciò in quest'edizione non vi furono né il quarto, né il quinto classificato.
I ciclisti che partirono da Sint-Niklaas furono 167; coloro che tagliarono il traguardo a Meerbeke furono 24.

## Ordine d'arrivo (Top 10)
| Pos. | Corridore          | Squadra   | Tempo    |
| ---- | ------------------ | --------- | -------- |
| 1    | Roger De Vlaeminck | Brooklyn  | 6h44'00" |
| SQ   | Freddy Maertens    | Flandria  | a 2"     |
| SQ   | Walter Planckaert  | Maes Pils | a 2'00"  |
| 2    | Walter Godefroot   | Ijsboerke | s.t.     |
| 3    | Jan Raas           | Frisol    | s.t.     |
| 6    | Francesco Moser    | Sanson    | s.t.     |
| 7    | Michel Pollentier  | Flandria  | s.t.     |
| 8    | Frans Verbeeck     | Ijsboerke | s.t.     |
| 9    | Marc Demeyer       | Flandria  | s.t.     |
| 10   | Willy Planckaert   | Maes Pils | s.t.     |